# Abovjan (Kotajk)
Abovjan (Armeens: Աբովյան) is een stad in de provincie Kotajk, in Armenië. De stad ligt 10 kilometer ten noordoosten van de Armeense hoofdstad Jerevan op een gemiddelde hoogte van 1360 meter boven de zeespiegel. Het inwonertal van Abovjan ging snel naar beneden na de val van de Sovjet-Unie, wanneer de stad in 1989 nog 59.000 inwoners telde was dat aantal in 2009 al gedaald tot ongeveer 36.000. Tegenwoordig is het aantal inwoners weer gegroeid tot 44.400 in 2015. De stad heeft goede verbindingen met Jerevan, er loopt een autoweg en een spoorweg door Abovjan die de hoofdstad verbinden met de noordoostelijke regio's. Abovjan wordt beschouwd als een voorstad van Jerevan, hierdoor is de bijnaam van de stad "De noordelijke toegangspoort van Jerevan".
In een deel van Abovjan lag het voormalige dorp Elar, dat wordt vernoemd door de dertiende-eeuwse historicus en metropoliet Stepanos Orbelian. In 1961 werd de naam van het dorp veranderd in Abovjan, ter ere van de Armeense schrijver Chatsjatoer Abovjan, waar de nieuwe stad zich vanaf 1963 heeft gevormd. 
Op een heuvel in de buurt ligt een middeleeuwse kerk gewijd aan de heilige Stefanus. Archeologische opgravingen toonden aan dat de plaats al eerder bewoond was, met name in het Bronzen Tijdperk.
Op ongeveer 6 kilometer van de stad ligt het Arzni resort.

## Sport
- Kotaik Abovian - Voormalige voetbalclub